# 7120 Davidgavine
7120 Davidgavine è un asteroide della fascia principale. Scoperto nel 1989, presenta un'orbita caratterizzata da un semiasse maggiore pari a 2,8628151 UA e da un'eccentricità di 0,0564543, inclinata di 1,16041° rispetto all'eclittica.